# Misythus jubatus
Misythus jubatus är en insektsart som beskrevs av Morgan Hebard 1923. Misythus jubatus ingår i släktet Misythus och familjen torngräshoppor. Inga underarter finns listade i Catalogue of Life.